# باشگاه فوتبال اوبی
باشگاه فوتبال اوبی (دانمارکی: AaB Fodbold) یک باشگاه فوتبال است که در آلبور کشور دانمارک پایه‌گذاری شده‌است.